# Йогев, Моти
Моти Йогев (ивр. מוטי יוגב‎; род. 22 февраля 1956, Хайфа) — израильский политик, депутат кнессета 19— 22-го созывов от правых партий.

## Биография
Моти Йогев родился в Хайфе в Израиле. Изучал Тору в иешиве Мерказ а-Рав в Иерусалиме. Кроме того он получил степень магистра гуманитарных наук по государственной политике и менеджменту в Хайфском университете. В Армии обороны Израиля служил командиром роты, батальона и парашютно-десантного полка, начальником штаба дивизии.
Йогев был активным противником плана размежевания, получил ранение, защищая дома поселенцев в поселении Амона. После этого он работал заместителем и исполнял обязанности главы регионального совета Биньямин.
Перед выборами в кнессет 19-го созыва Моти Йогев занял девятое место в предвыборном списке партии «Еврейский дом» и был избран в Кнессет. Он вошел в состав комиссий кнессета по иностранным делам и обороне, по науке и технологии, по правам ребенка и комиссии по вопросам диаспоры и приёма репатриантов.
17 марта 2015 года избран в кнессет 20-го созыва на седьмом месте по списку партии «Еврейский дом».
У Моти Йогева и его жены Рахели десять детей, и десять внуков (2013).
Является полковником запаса.